# John Morris (giocatore di curling)
John Morris (Winnipeg, 16 dicembre 1978) è un giocatore di curling canadese.

## Biografia
Morris vinse una medaglia d'oro ai campionati mondiali di curling nel 2008 e una d'argento nel 2009. Nel febbraio del 2010 partecipò all'età di 31 anni ai XXI Giochi olimpici invernali edizione disputata a Vancouver, riuscendo ad ottenere la medaglia d'oro con la squadra canadese, unitamente ai connazionali Kevin Martin, Marc Kennedy, Adam Enright e Ben Hebert. Otto anni dopo, nella competizione di doppio misto disputatasi a Pyeongchang 2018, conquistò una nuova medaglia d'oro, questa volta in coppia con la connazionale Kaitlyn Lawes.